# Darova
Darova (en allemand Darowa, en hongrois Daruvár) est une commune située dans l'ouest de la Roumanie, dans la région de Transylvanie, dans le județ de Timiș.
Elle se compose de trois villages : Darova, Hodoș et Sacoșu Mare. Ștefănești était un hameau séparé qui a fusionné avec Darova en 1930, de même que Darova Nouă en 1956.